# 南丰镇 (张家港市)
南丰镇，是中华人民共和国江苏省苏州市张家港市下辖的一个乡镇级行政单位。

## 行政区划
南丰镇下辖以下地区：
振兴社区、永合社区、新丰社区、民乐村、南丰村、民联村、东港村、海坝村、建农村、和平村、永丰村、新德村和永联村。